# Орле (Хърватия)
Орле (на хърватски: Orle) е село и община в Загребска жупания, Хърватия. Според преброяването от 2011 г. има 1975 жители, мнозинството от които са хървати.